# Rödnäbbad sånghöna
Rödnäbbad sånghöna (Arborophila rubrirostris) är en fågel i familjen fasanfåglar inom ordningen hönsfåglar.

## Utseende och läte
Rödnäbbad sånghöna är en liten hönsfågel med unikt lysande röd näbb. Den har vidare rödbrunt bröst, svartvitfjälligt utseende på flankerna och svartvitstreckad rygg. Huvudteckningen varierar, från huvudsakligen svart med vita fläckar eller vitt med svart på hjässa och nacke. Sången består av en serie stigande visslingar, vissa dubblerade. Liksom andra sånghöns sjunger den ofta i duett, där en fågel visslar och den andra svarar med serie mörkare "ooh".

## Utbredning och systematik
Fågeln förekommer i bergsskogar på Sumatra. Den behandlas som monotypisk, det vill säga att den inte delas in i några underarter.

## Levnadssätt
Rödnäbbad sånghöna hittas i bergsskogar på mellan 900 och 2500 meters höjd, möjligen med preferens för branta raviner. Den tar nattkvist i låga träd och buskar. Ungar har rapporterats i augusti.

## Status och hot
Arten har ett stort utbredningsområde, men tros minska i antal, dock inte tillräckligt kraftigt för att den ska betraktas som hotad. Internationella naturvårdsunionen IUCN listar därför arten som livskraftig (LC).